# Swansea City A.F.C.
Swansea City A.F.C. eller Clwb Pêl-droed Dinas Abertawe er en walisisk fodboldklub fra Swansea.
De spiller i øjeblikket i Championship, som er den næstbedste række i England. De er den eneste walisiske klub, der nogensinde har spillet i Premier League udover Cardiff City, siden Premier League blev dannet i 1992.

## Historie
Klubben har tidligere spillet i den bedste engelske række. 1981/1982 og1982/1983 sæsonerne. Siden er det gået ned ad bakke og klubben har været helt nede i League Two ved flere lejligheder. Klubbens ærkerival er Cardiff City, men pga. nogle tændte kampe, er der på det seneste også kommet et fjendskab til Yeovil Town. Bristol City og Bristol Rovers er ligeledes blandt klubber, der har et anstrengt forhold til Swansea City – og omvendt.
Swansea er en af de mest succesfulde klubber i walisisk fodbold. De har vundet 10 walisiske Cups og førte Football League First Division i december 1981, hvor klubben dog sluttede sæsonen på en 6. plads. Klubben blev den femogfyrrende (45) klub til at spille i Premier League, siden starten i 1992.
Klubben er grundlagt i 1912 som Swansea Town og spillede Football League i 1921. Klubben skiftede navn i 1969, da det vedtog navnet Swansea City for at afspejle Swansea's nye status som en by. Siden 2005 har Swansea City har spillet deres hjemmekampe på Liberty Stadium, Swansea. Stadion deles med Ospreys Rugby Union, et rugby league hold i Celtic League.
Klubben havde i perioden 1912-2005 hjemmebane på Vetch Field. Sidste kamp på dette stadion var en FAW Premier Cup finale, hvor modstanderen var Wrexham FC. Swansea A.F.C. vandt (2-1).
Swansea Citys tilhængere er uofficielt kendt som Jacks. En forklaring på dette navn er, at under det 17. århundrede var sejlere fra Swansea højt respekterede og enhver 'Swansea Jack' fik lov til at slutte sig til besætningen, simpelthen på grund af byens ry for gode sejlere. Mange mener dog, at navnet stammer fra den lokalt berømte – livreddende – hund Swansea Jack. Klubben har dog, af uransagelige årsager, pæne fanskarer fra Nederland og Belgien, ikke mindst fans af ADO Den Haag og KV Kortrijk.

### Danskere i klubben
Jan Mølby var manager for klubben 1996-1997. Michael Laudrup var det fra 21. juni 2012 til 4. februar 2014, hvor han blev afskediget.

## Spillere
Oversigten er opdateret til og med 10. maj 2025
| Nr. | Land      | Position | Spiller           |
| --- | --------- | -------- | ----------------- |
| 2   | England   | FO       | Josh Key          |
| 3   | Danmark   | FO       | Kristian Pedersen |
| 4   | Skotland  | MI       | Jay Fulton        |
| 5   | Wales     | FO       | Ben Cabango       |
| 6   | England   | FO       | Harry Darling     |
| 8   | England   | MI       | Lewis O'Brien     |
| 9   | Slovenien | AN       | Zan Vipotnik      |
| 10  | Sydkorea  | AN       | Ji-sung Eom       |
| 11  | England   | AN       | Josh Ginnelly     |
| 14  | England   | FO       | Josh Tymon        |
| 17  | Portugal  | MI       | Goncalo Franco    |

| Nr. | Land       | Position | Spiller            |
| --- | ---------- | -------- | ------------------ |
| 19  | Frankrig   | AN       | Florian Bianchini  |
| 20  | Wales      | AN       | Liam Cullen        |
| 21  | Indonesien | FO       | Nathan Tjoe-A-On   |
| 22  | Chile      | MM       | Lawrence Vigouroux |
| 23  | Irland     | FO       | Cyrus Christie     |
| 25  | Jamaica    | AN       | Myles Peart-Harris |
| 26  | England    | FO       | Kyle Naughton      |
| 28  | Belgien    | FO       | Hannes Selcroix    |
| 31  | Wales      | MI       | Oliver Cooper      |
| 33  | Skotland   | MM       | Jon McLaughlin     |
| 35  | Brasilien  | AN       | Ronald             |
| 41  | Wales      | FO       | Sam Parker         |
| 7   | Wales      | MI       | Joe Allen          |